# 藤林氏
藤林氏（ふじばやしし）は、日本の姓氏。

## 大神氏流藤林氏
北九州の古族である大神氏の庶流。後に藤原氏と称した。鎌倉時代初期の武将緒方惟栄の玄孫文光が初めて藤林氏を称し、また緒方氏とも称した。その孫朝定が足利尊氏に仕えて多々良浜の戦いなどで活躍。以後、室町時代を通して足利氏の直臣として活動し、山城紀伊郡横大路に居城した。永禄の変で足利義輝が殺害されたのを機に足利家を辞し、近衛家、織田氏、豊臣氏に仕えた。豊臣秀吉が死去した後は綱久が徳川家康に出仕。また綱久は曲直瀬玄朔に医術を学び、以後は江戸幕府の医官として仕えた。
横大路の本領は同じく足利氏に仕えた庶流の家が継承して、江戸幕府旗本となった。大和国で代官を代々務めたが、惟真が幕命に背いたために処刑。嗣子も切腹となり断絶した。

## 伊賀の藤林氏
伊賀流の上忍三家の一つ。服部家の支流とされ、独立したといわれるが、確証はない。伊賀の北東部東湯舟郷を治めていた。当主であった藤林長門守は服部家の服部半蔵、百地家の百地丹波と並び伊賀の三大上忍と呼ばれる。藤林家の子孫、藤林保武（保義）が伊賀甲賀四十九流といわれる忍術の諸流を集大成した忍術書「万川集海」(ばんせんしゅうかい)を記した。
TBS系列の時代劇『水戸黄門』の第16部（1986年放映）から第28部（2000年放映）に登場する架空の忍者（くノ一）であるかげろうお銀（配役：由美かおる）は、江戸時代の貞享期・元禄期における藤林一門の頭領・藤林無門（配役：佐野浅夫）の孫娘であり、藤林無門にとって唯一の肉親（忘れ形見）という設定である。この時期にはすでに凋落し困窮していた藤林一門の再興を果たすべく、当初は何者かが懸けた五百両の賞金を目当てに水戸光圀（配役：西村晃）の命を狙うが、後にそれが過ちであったことを知り、光圀の寛大さに触れたことで己の不明を恥じて光圀一行に加わることになった。